# Santiago Echevers Santelices
Santiago Echevers Santelices (Santiago, 1792-Santiago de Chile, 1852) fue un político chileno. Era hijo de Pedro Javier de Echevers y Gamis, natural de Navarra, España y de María Josefa Santelices Agüero. 
Educado en el Instituto Nacional, salió con graduación de abogado en julio de 1817. Fue nombrado secretario de la Intendencia de Santiago en 1819. Se le nombró Presidente de la Convención de 1823, elegida para la elegir a la sucesión de Bernardo O'Higgins como Director Supremo.
Diputado por Petorca en 1818, reelegido al mismo cargo en 1823 y en 1825. Juez de letras de Santiago en 1824, ministro de la Corte de Apelaciones (1826) y de la Corte Suprema de Justicia en 1843.
En 1831 formó parte de los 16 diputados que integraban la Gran Convención, encargada de crear la nueva Constitución de la República de 1833.
Elegido Senador por la provincia de Valparaíso en 1831-1843. Senador por Santiago en 1849-1858. Formó parte de la Corte Marcial que cambió la pena de muerte de Ramón Freire en 1836, por la del destierro. Esto le valió arresto y proceso, del cual fue absuelto. 
No terminó su período senatorial, al fallecer en 1852. Le sucedió en el cargo Manuel José de Balmaceda Ballesteros.